# Burgstall Ebermannstadt

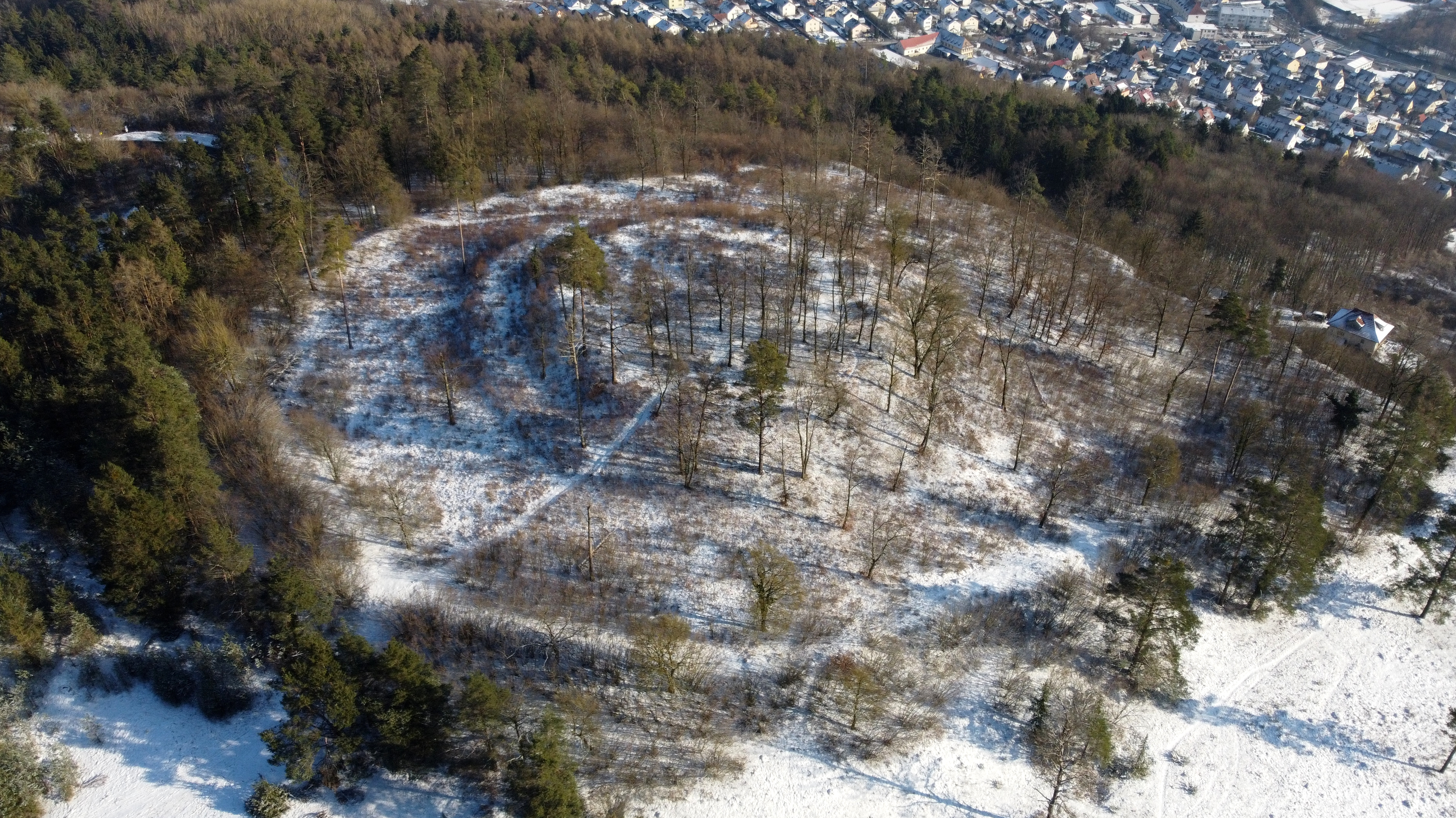
Luftbild des Burgstalls Ebermannstadt aus Richtung Süden (Januar 2024)

Der Burgstall Ebermannstadt ist eine abgegangene mittelalterliche Turmhügelburg (Motte) auf der Jurahöhe Wacht Knock (470 m ü. NHN) westlich von Ebermannstadt im Landkreis Forchheim in Bayern. Die Burg zählte zu den mächtigsten Turmhügelburgen.

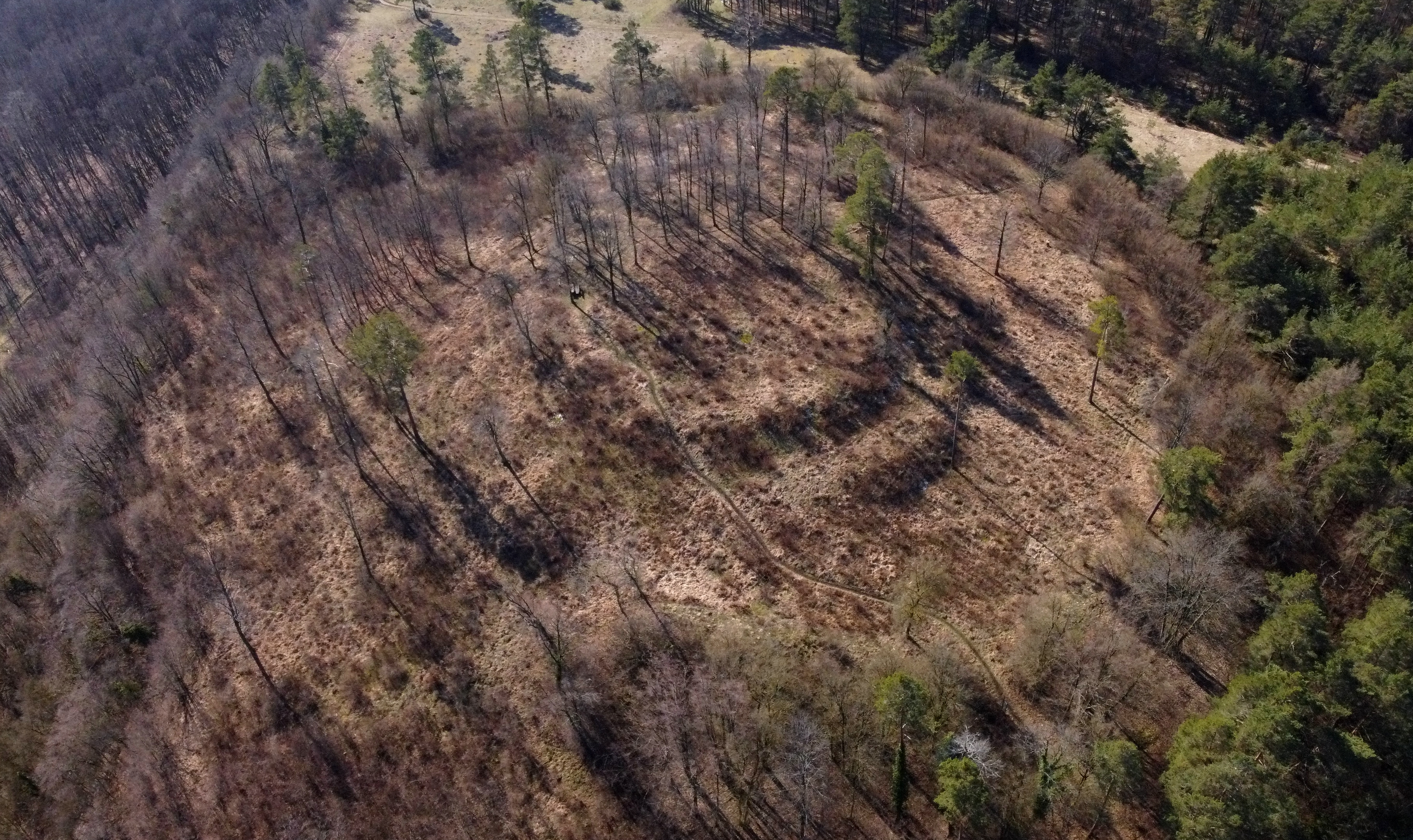
Luftbild des Burgstalls Ebermannstadt aus Richtung Norden (März 2023)

## Lage
Der Burgstall liegt auf einem nach Süden zur Wiesent auslaufendem Geländeplateau, das nach Osten in Richtung Ebermannstadt, nach Süden zum Gemeindeteil Breitenbach, nach Südwesten zum <Gemeindeteil Rüssenbach abfällt. Nach Nordwesten liegt die nur geringfügig höhere eigentliche Erhebung Wacht Knock, an dessen nach Osten gerichteten Fuß Reste einer als Bodendenkmal verzeichneten hallstattzeitlichen Siedlung liegen. Reliefdaten deuten an, dass auf dem Wachtknock ebenfalls eine Turmhügelburg gestanden haben kann.

## Geschichte und Beschreibung

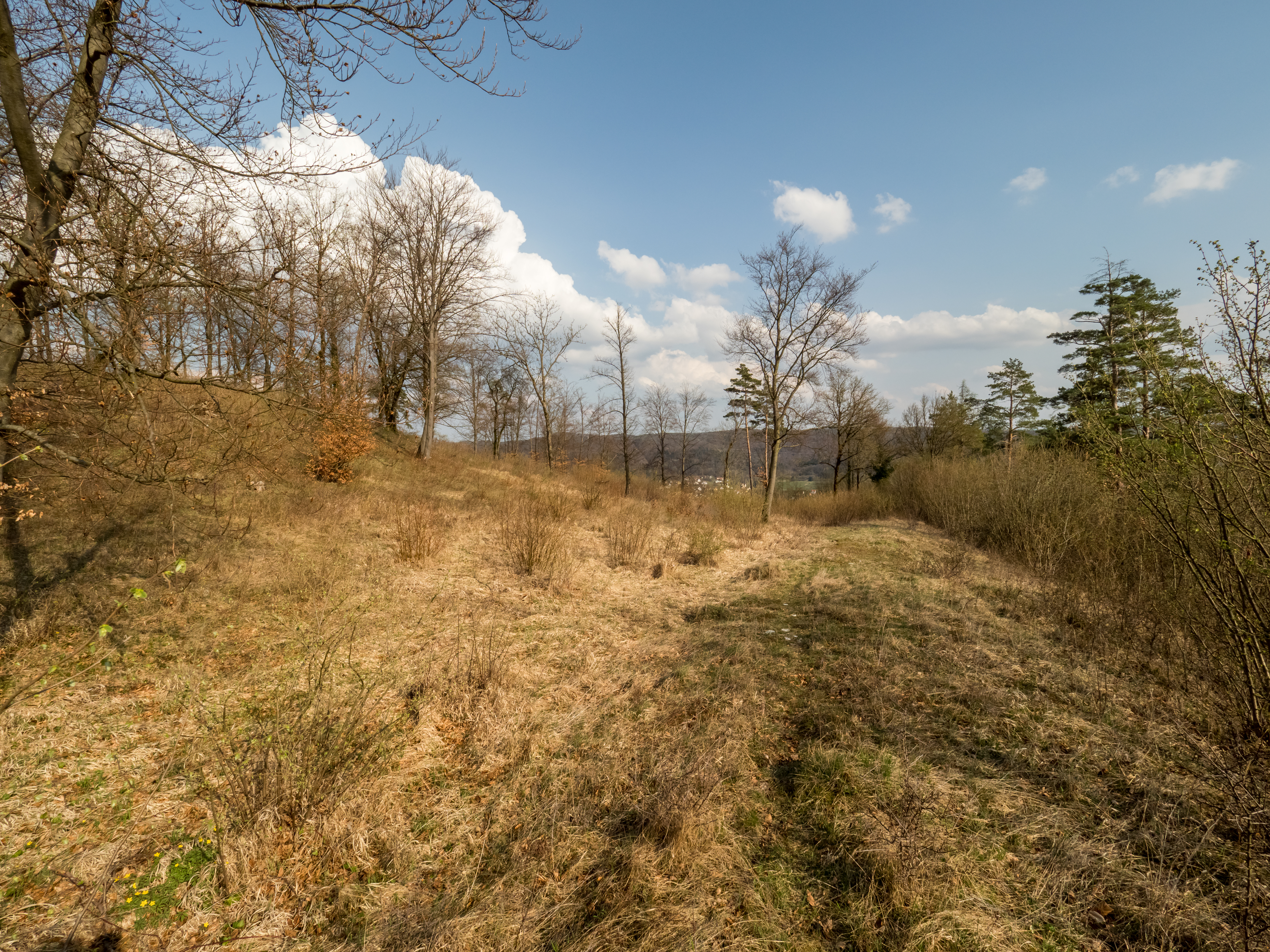
Von re. n. li.: Graben, Wall und Burgstall-Ansatz

Die ehemalige Burganlage wird zeitlich dem 11. Jahrhundert in die Salierzeit zwischen 1024 und 1125 aufgrund ihrer Burgform zugeordnet. Dabei wurde die Motte zentral von einer Vorburg umschlossen. Erst später rückte die Kernburg an das der Angriffsseite entgegengesetzte Spornende.
Der Burgstall mit einer Gesamtfläche von etwa 2,5 Hektar auf einem Hügelplateau mit einem Durchmesser von über 30 Metern wird von der 120 × 100 Meter großen Vorburg vollständig umschlossen. Der planierte ovale, fünf Meter hohe Kernhügel (Turmhügel) ist im Abstand von 22 Metern von einem Außenwall umgeben. Der Burgstall ist als Bodendenkmal unter der Bezeichnung D-4-6233-0036 „Mittelalterlicher Burgstall“ in der bayerischen Denkmalliste verzeichnet.
Der nach Südosten geöffnete Außenwall verläuft nahezu ringförmig, mit etwa 25 m Abstand zur östlichen Geländekante, nur schwach sichtbar, nach Norden. Ab dort ist er stärker gegen das Gelände abgesetzt und verläuft halbkreisförmig um die Kernburg nach Süden, wo er mit dem Geländeabbruch zum Fluss abschließt. Von zwei sichtbaren Unterbrechungen im Norden und Nordosten wird die letztere einem Burgzugang zugeordnet. Ein weiterer Zugang zur Burg war vermutlich im Osten am Ende des Ringwalles, zu dem man den halben Wall umqueren musste und der so gut zu kontrollieren war. Der eigentliche Mottenhügel weist eine schmale Terrassierung auf, der Rand des flachen Mottenhügels war vermutlich, aufgrund der scharfen Abbildung in den Reliefdaten, mit einer Mauer befestigt. Die Innenfläche der Motte nimmt eine Fläche von etwa 2150 m² ein. Der Außenwall hat eine Länge von etwa 470 m.
Drei Informationstafeln am Rande des Burgstalles erläutern diesen und die mittelalterliche Kultur.